# Stadtring Süd (Würzburg)
Als Stadtring Süd in Würzburg wird ein vierspuriges Teilstück der Bundesstraße 19 bezeichnet, das von der Anschlussstelle Würzburg-Heidingsfeld an der Bundesautobahn 3 zur Anschlussstelle Würzburg-Estenfeld an der Bundesautobahn 7 führt. Nordöstlich von Würzburg ist die Straße planfrei ausgebaut und abschnittsweise als Kraftfahrstraße beschildert.
Der Stadtring Süd wird von vielen Verkehrsteilnehmern als Abkürzung zwischen der A 7 aus Richtung Schweinfurt und der A 3/A 81 aus Richtung Stuttgart benutzt, verstärkt hat sich dieses Phänomen noch zusätzlich durch die Einführung der Lkw-Maut. Anwohner kämpften daher jahrelang mit Unterstützung des Stadtrates um eine Sperre für den durchgehenden Schwerlastverkehr, die seit Anfang August 2006 in Kraft ist.

## Anschlussstelle Lengfeld Ost
Der im Juni 2009 eröffnete Anschlussknoten im Norden von Würzburg soll kürzere und einfachere Zufahrten zu den Gewerbeansiedlungen im Gewerbegebiet Würzburg-Lengfeld (u. a. Hornbach, Media Markt, IKEA) schaffen, sowie das anschließende neue Wohngebiet erschließen.